# 헤게 리세
헤게 리세(노르웨이어: Hege Riise, 1969년 7월 18일 ~ )는 노르웨이의 전직 여자 축구 선수이자 축구 감독이다. 선수 시절 포지션은 미드필더였다. 노르웨이 여자 축구 국가대표팀 선수로 활동하면서 노르웨이의 UEFA 유럽 여자 축구 선수권 대회 우승, FIFA 여자 월드컵 우승, 올림픽 축구 금메달을 이끌었다.

## 클럽 경력
리세는 6세 시절에 축구를 시작했으며 14세 시절까지 소년 팀에서 뛰었다. 1989년에 셋스코그/횔란(현재의 LSK 크빈네르)에 합류하면서 톱세리엔 무대에 데뷔했고 1992년에 팀의 톱세리엔 준우승, 노르웨이 여자컵 우승을 견인했다. 1995년에는 일본 여자 축구 리그에 소속되어 있던 여자 축구 클럽인 닛코 증권 드림 레이디스에 합류했고 팀의 일본 여자 축구 리그 2회 우승, 황후배 전일본 여자 축구 선수권 대회 1회 우승을 견인했다.
리세는 1997년에 노르웨이로 돌아와서 친정 팀인 셋스코그/횔란에 합류했다. 2000년에는 아스케르에 자리를 옮겼고 같은 해에 팀의 노르웨이 여자컵 우승을 이끌었다. 리세는 2000년에 실시된 미국 여자 프로 축구 리그(WUSA) 외국인 선수 드래프트 과정을 통해 1순위로 지명되어 캐롤라이나 커리지에 합류했다. 2002년에는 캐롤라이나 커리지의 정규 시즌 우승, WUSA 파운더스컵 우승을 이끌었지만 전방 십자인대 부상으로 인해 출전 기회가 적었다. 2003년에는 노르웨이 축구 협회로부터 노르웨이 역사상 최고의 여자 축구 선수로 선정되는 영예를 안았다.
리세는 2004년에 노르웨이로 돌아와서 팀 스트룀멘(현재의 LSK 크빈네르)에 합류했으며 2005년에 팀의 톱세리엔, 노르웨이 여자컵 준우승을 이끌었다. 2006년에는 팀 스트룀멘의 보조 트레이너를 맡기도 했다. 2006년 10월 28일에 열린 마지막 리그 경기를 끝으로 선수 생활을 마무리했다.

## 국가대표 경력
리세는 1990년에 노르웨이 여자 축구 국가대표팀 선수로 데뷔했으며 중국에서 개최된 1991년 FIFA 여자 월드컵에서 노르웨이의 준우승에 기여했다. 이탈리아에서 개최된 UEFA 여자 유로 1993에서 노르웨이의 우승을 견인하면서 대회 MVP를 수상했다. 또한 스웨덴에서 개최된 1995년 FIFA 여자 월드컵에서 노르웨이의 우승에 기여하면서 대회 골든볼을 수상하는 영예를 안았다.
리세는 1996년 애틀랜타 하계 올림픽에서 노르웨이의 동메달에 기여했으며 2000년 시드니 하계 올림픽에서 노르웨이의 금메달에 기여했다. 리세는 2004년 9월에 국가대표팀에서 은퇴할 때까지 188경기에 출전하여 58골을 기록했는데 이는 노르웨이 여자 축구 국가대표팀 최다 출전 기록이기도 하다.

## 지도자 경력
리세는 2007년부터 2008년까지 톱세리엔에 소속되어 있던 여자 축구 클럽인 팀 스트룀멘의 감독을 역임했으며 2008 시즌에서 팀의 톱세리엔과 노르웨이 여자컵 준우승을 이끌었다. 2009년부터 2012년까지 미국 여자 축구 국가대표팀의 보조 코치를 역임했고 2012년부터 2016년까지 LSK 크빈네르의 보조 코치를 역임했다.
리세는 2016년부터 2019년까지 LSK 크빈네르의 감독을 역임하면서 팀의 톱세리엔 4회 우승, 노르웨이 여자컵 3회 우승에 기여했다. 2021년 1월에는 필 네빌의 뒤를 이어 잉글랜드 여자 축구 국가대표팀의 임시 감독으로 임명되었고 2021년 3월 10일에는 2020년 도쿄 하계 올림픽에 참가할 영국 올림픽 감독으로 임명되었다. 영국은 2020년 도쿄 하계 올림픽 여자 축구 조별 예선 3경기에서 2승 1무로 조 1위를 차지했으나 8강전에서 연장전까지 가는 혈투 끝에 오스트레일리아에 3-4 패배를 기록하면서 탈락했다.

## 수상

### 클럽
셋스코그/횔란
- 톱세리엔 1회 준우승 (1992)
- 노르웨이 여자컵 1회 우승 (1992)

닛코 증권 드림 레이디스
- 일본 여자 축구 리그 2회 우승 (1996, 1997)
- 황후배 전일본 여자 축구 선수권 대회 1회 우승 (1996)

아스케르
- 노르웨이 여자컵 1회 우승 (2000)

캐롤라이나 커리지
- 미국 여자 프로 축구 리그 정규 시즌 1회 우승 (2002)
- WUSA 파운더스컵 1회 우승 (2002)

팀 스트룀멘
- 노르웨이 여자컵 1회 준우승 (2005)

### 국가대표
- 1991년 FIFA 여자 월드컵 준우승
- UEFA 여자 유로 1991 준우승
- UEFA 여자 유로 1993 우승
- 1995년 FIFA 여자 월드컵 우승
- 1996년 애틀랜타 하계 올림픽 여자 축구 동메달
- 2000년 시드니 하계 올림픽 여자 축구 금메달

### 개인
- UEFA 여자 유로 1993 대회 MVP
- 1995년 FIFA 여자 월드컵 골든볼
- 1995년 크닉센상 수상

### 감독
LSK 크빈네르
- 탑세리엔 4회 우승 (2016, 2017, 2018, 2019)
- 노르웨이 여자컵 3회 우승 (2016, 2018, 2019)